# Medaile zlatého výročí královny Alžběty II.
Medaile zlatého výročí královny Alžběty II. (anglicky Queen Elizabeth II Golden Jubilee Medal, Queen's Golden Jubilee Medal) je pamětní medaile založená roku 2002 při příležitosti 50. výročí nástupu královny Alžběty II. na trůn. Existují dvě verze medaile: první verze vydaná Spojeným královstvím a druhá Kanadou.

## Historie a pravidla udílení
V Kanadě byla medaile udílena za významný přínos komunitě, spoluobčanům či Kanadě během uplynulých padesáti let. Řada organizací byla vyzvána, aby jmenovala kandidáty na udělení medaile. Mezi nimi byly vzdělávací, kulturní, sportovní a charitativní organizace, vláda, Ozbrojené síly Kanady a Královská kanadská jízdní policie. Z celkem v Kanadě udělených 46 000 medailí bylo 9 600 medailí uděleno příslušníkům Ozbrojených sil Kanady. Těmto příslušníkům byly medaile rozděleny poměrně mezi jednotlivé ozbrojené složky podle hodností a doby služby příjemců medaile.
Příslušníci Britských ozbrojených sil, a to včetně rezervistů a kadetů, policisté a vězeňská ostraha obdrželi medaili v případě, že sloužili po dobu více než pěti let. Udělena byla 94 222 příslušníkům armády, 32 273 námořnictva a námořní pěchoty a 38 889 letectva. Medaile obdrželi také déle sloužící zaměstnanci královské domácnosti a také žijící držitelé Viktoriina kříže a Jiřího kříže.

## Popis medaile

### Britská verze
Medaile kulatého tvaru je vyrobena z pozlaceného mědiniklu. Britská verze je obecně známá jako Queen's Golden Jubilee Medal (Medaile královnina zlatého jubilea). Na přední straně je portrét Alžběty II. korunované korunou svatého Eduarda. Při vnějším okraji je v kruhu nápis v latině ELIZABETH II DEI GRA REGINA FID DEF. Na zadní straně je erb státního znaku Spojeného království po jehož stranách jsou dva letopočty 1952 a 2002.
Stuha je v barvě námořnické modři s úzkými červenými proužky lemujícími oba okraje. Uprostřed je bílý pruh, kterým prochází úzký červený proužek. Medaile byla udílena bez uvedení jména oceněného.

### Kanadská verze
Medaile kulatého tvaru je vyrobena z pozlaceného bronzu. Na přední straně je korunovaný portrét Alžběty II. hledící vpravo. Při vnějším okraji je v kruhu nápis QUEEN OF CANADA • REINE DU CANADA. Na zadní straně je stylizovaný javorový list, pod nímž je nápis CANADA a okolo letopočty 1952 a 2002. Uprostřed listu je královnin monogram EIIR a nad listem je královská koruna.
Stuha je v barvě námořnické modři s úzkými červenými proužky lemujícími oba okraje. Uprostřed je bílý pruh, kterým prochází úzký červený proužek. Medaile byla udílena bez uvedení jména oceněného.